# Carolina (Suriname)
Carolina è un comune (ressort) del Suriname di 220 abitanti sul fiume Suriname.